# Cooped Up
"Cooped Up" é uma canção do rapper e cantor norte-americano Post Malone, gravada para seu quarto álbum de estúdio, Twelve Carat Toothache (2022). Conta com a participação do rapper norte-americano Roddy Ricch. Foi lançada através da Mercury e Republic Records em 12 de maio de 2022, servindo como o segundo single do álbum. 

## Vídeo musical
O vídeo musical, dirigido por Andre Bato, foi lançado em 18 de maio de 2022.

## Desempenho nas paradas musicais
| Parada (2022)                                | Melhor posição |
| -------------------------------------------- | -------------- |
| África do Sul (RISA)                         | 48             |
| Alemanha (Offizielle Deutsche Charts)        | 54             |
| Austrália (ARIA)                             | 10             |
| Áustria (Ö3 Austria Top 75)                  | 51             |
| Canadá (Canadian Hot 100)                    | 10             |
| Canadá (Billboard CHR/Top 40)                | 44             |
| Coreia do Sul (Gaon Download Chart)          | 124            |
| Dinamarca (Tracklisten)                      | 21             |
| Eslováquia (Singles Digitál Top 100)         | 14             |
| Estados Unidos (Billboard Hot 100)           | 12             |
| Estados Unidos (Billboard R&B/Hip-Hop Songs) | 5              |
| Estados Unidos (Billboard Mainstream Top 40) | 40             |
| Estados Unidos (Billboard Rhythmic)          | 8              |
| Irlanda (IRMA)                               | 20             |
| Lituânia (AGATA)                             | 50             |
| Mundo (Billboard Global 200)                 | 17             |
| Noruega (VG-lista)                           | 20             |
| Nova Zelândia (Recorded Music NZ)            | 8              |
| Países Baixos (Single Top 100)               | 70             |
| Portugal (AFP)                               | 75             |
| Reino Unido (UK Singles Chart)               | 18             |
| Reino Unido (OCC UK R&B)                     | 6              |
| República Checa (Singles Digitál Top 100)    | 73             |
| Singapura (RIAS)                             | 22             |
| Suécia (Sverigetopplistan)                   | 26             |
| Suíça (Schweizer Hitparade)                  | 40             |
| Vietnã (Vietnam Hot 100)                     | 91             |

## Histórico de lançamento
| Região | Data               | Formato(s)                 | Gravadora(s)     | Ref.   |
| ------ | ------------------ | -------------------------- | ---------------- | ------ |
| Várias | 12 de maio de 2022 | Digital download streaming | Mercury Republic | [ 30 ] |